# Zyras firmicornis
Zyras firmicornis Assing, 2016 è un coleottero appartenente alla famiglia Staphylinidae.

## Etimologia
Il nome deriva dall'aggettivo latino firmus, -a, -um, cioè resistente, robusto, vigoroso e dal sostantivo cornu, -us, cioè corno, antenna; in riferimento alla robustezza delle antenne di questo insetto, peculiarità che lo contraddistingue dalla specie molto simile Z. wei.

## Caratteristiche
L'olotipo maschile rinvenuto ha una lunghezza totale di 6,7mm.

## Distribuzione
L'olotipo maschile è stato reperito nella Cina sudorientale: in località Sangan, all'interno del Parco nazionale Wuyi Shan, situato nella provincia di Fujian.

## Tassonomia
Al 2017 non sono note sottospecie e dal 2016 non sono stati esaminati nuovi esemplari.